# Miedze
Miedze – wieś w Polsce położona w województwie łódzkim, w powiecie sieradzkim, w gminie Warta.
W latach 1975–1998 miejscowość administracyjnie należała do województwa sieradzkiego.
W 1926 we wsi urodził się Zdzisław Tobiasz, aktor teatralny, telewizyjny, radiowy i filmowy, reżyser teatralny.